# Campionat d'Europa de Futbol sub-16 de la UEFA 1984
La fase final del campionat d'Europa sub-17 1984 es disputà a la República Federal d'Alemanya.

## Seleccions
- Iugoslàvia
- Itàlia
- Anglaterra
- França
- Bulgària
- URSS
- Alemanya Federal
- Països Baixos

## Fase Final

### Quarts de final
| Equip 1       | Resultat total | Equip 2          | Anada | Tornada |
| ------------- | -------------- | ---------------- | ----- | ------- |
| Itàlia        | 1-2            | Iugoslàvia       | 1-1   | 0-1     |
| Anglaterra    | 5-1            | França           | 4-0   | 1-1     |
| Bulgària      | 1-3            | URSS             | 1-0   | 0-3     |
| Països Baixos | 2-6            | Alemanya Federal | 0-4   | 2-2     |

### Semifinals
| Equip 1          | Equip 2    | Resultat |
| ---------------- | ---------- | -------- |
| Alemanya Federal | Iugoslàvia | 5-1      |
| Anglaterra       | URSS       | 0-2      |

### Partit pel 3r lloc
| Equip 1    | Equip 2    | Resultat |
| ---------- | ---------- | -------- |
| Anglaterra | Iugoslàvia | 1-0      |

### Final
| Equip 1          | Equip 2 | Resultat |
| ---------------- | ------- | -------- |
| Alemanya Federal | URSS    | 2-0      |